# ModelSim
ModelSim — багатомовне середовище опису та моделювання електронного обладнання за допомогою Mentor Graphics, VHDL, Verilog і SystemC.
Забезпечує розробку описів алгоритмів роботи цифрових пристроїв, може бути підключене до систем проєктування на ПЛІС.
Середовище включає потужний вбудований зневаджувач для SystemC.